# NGC 4866
NGC 4866 est une galaxie lenticulaire située dans la constellation de la Vierge. Sa vitesse par rapport au fond diffus cosmologique est de 2 288 ± 22 km/s, ce qui correspond à une distance de Hubble de 33,7 ± 2,4 Mpc (∼110 millions d'al). NGC 4866 a été découverte par l'astronome germano-britannique William Herschel en 1787.

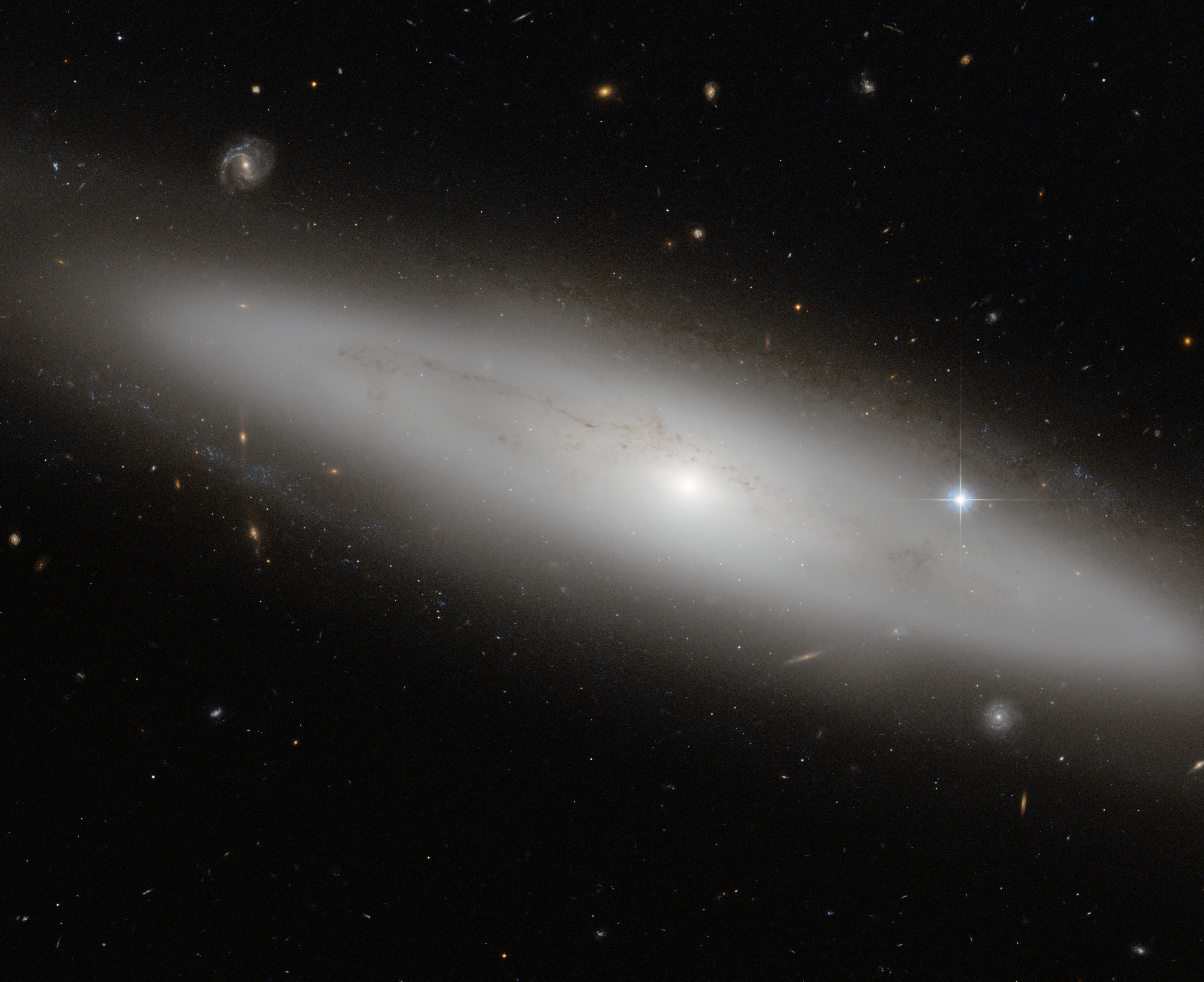
NGC 4866 par le télescope spatial Hubble.

NGC 4866 renferme également des régions d'hydrogène ionisé et c'est une galaxie à sursaut de formation d'étoiles.
À ce jour, neuf mesures non basées sur le décalage vers le rouge (redshift) donnent une distance de 24,711 ± 5,997 Mpc (∼80,6 millions d'al), ce qui est légèrement à l'extérieur des valeurs de la distance de Hubble. Notons cependant que c'est avec la valeur moyenne des mesures indépendantes, lorsqu'elles existent, que la base de données NASA/IPAC calcule le diamètre d'une galaxie et qu'en conséquence le diamètre de NGC 4866 pourrait être d'environ 61,9 kpc (∼202 000 al) si on utilisait la distance de Hubble pour le calculer.